# Mischocyttarus labiatus
Mischocyttarus labiatus är en getingart som först beskrevs av Fabricius 1804.  Mischocyttarus labiatus ingår i släktet Mischocyttarus och familjen getingar. Inga underarter finns listade i Catalogue of Life.